# Casa Delmera
La Casa Delmera o Casa de la Generalitat és un immoble a la ciutat de Cervera (la Segarra). Edifici de tres plantes, realitzats amb carreus. A la planta baixa hi ha dues portes quadrangulars. A la primera planta hi ha dues portes de balcó, amb barana de ferro forjat que recorre tot el llarg de l'edifici, on hi ha un cartell de "Cámara de Comercio e Industria de Cervera y su Comarca". Damunt la porta balconera de l'esquerra hi ha la data de 1576, repartida a banda i banda d'un escut en forma de cairó, amb la creu de l'antiga Generalitat de Catalunya. La segona planta presenta dues portes balconeres, amb sengles baranes de ferro forjat. La data de 1576 permet saber que els diputats de l'antiga Generalitat de Catalunya havien contactat amb els mestres de cases Antoni Sala i Bernat Giralt aquell any per fer certes obres a la casa on eren cobrats els drets, incloent-hi una xemeneia a la moda francesa.